# Barber van de Pol
Albertha Johanna (Barber) van de Pol (Veenendaal, 29 december 1944) is een Nederlands schrijfster, essayiste en vertaalster.

## Biografie
Barber van de Pol groeide op in Rhenen. Haar moeder kwam uit een schippersfamilie en was schoonmaakster en huisvrouw. Haar vader was sigarenmaker en had als grote ambitie de kinderen te laten leren. Dat lukte bij zowel de drie broers als de enige dochter. Na de Openbare Lagere School bezocht ze het Wagenings lyceum (gymnasium alfa).
In 1964 ging ze in Amsterdam wonen, waar ze Spaanse taal- en letterkunde studeerde aan de Gemeente Universiteit (thans Universiteit van Amsterdam). Voordat ze haar studie in 1974 afrondde, was ze al actief als vertaalster.
Ze heeft tientallen werken vertaald van de belangrijkste schrijvers uit Spanje en Latijns-Amerika, onder wie Miguel de Cervantes (Don Quichot), Francisco de Quevedo (Dromen), Jorge Luis Borges (waaronder Fantastische verhalen, De Aleph, de essays en in samenwerking met Maarten Steenmeijer al zijn poëzie), Julio Cortázar (waaronder Rayuela), Juan Carlos Onetti (De werf), Gabriel García Márquez (De kolonel krijgt nooit post), Pablo Neruda en vele anderen. Ook vertaalde ze werken van met name toneelschrijvers buiten het Spaanse taalgebied, zoals Molière, Goethe, Schiller, Heinrich von Kleist, Friedrich Hebbel en Djuna Barnes. In 2008 kwam haar vertaling van Moby Dick van Herman Melville uit. Haar meest recente vertaling (2021) is Lofzang van Jorge Guillén, waar ze ook het voorwoord bij schreef.
Haar eerste eigen werken waren jeugdboeken. Ze schreef begin jaren 80 recensies van kinderboeken voor De Groene Amsterdammer en vanaf 1975 tot 2000 recensies voor NRC Handelsblad over met name Spaans- en Portugeestalige literatuur. Daarnaast gaf ze in de jaren 80 aan de Rijksuniversiteit Groningen colleges over vertalen. Van 1981 tot 1983 maakte ze deel uit van de redactie van het literaire tijdschrift New Found Land, van 1983 tot en met 1989 was ze redactrice van het literaire tijdschrift De Revisor.
Ze heeft door de jaren heen vele bestuursfuncties bekleed, waaronder het voorzitterschap van PEN Nederland (van 2004 tot 2009) en in diverse jury's gezeten, zoals die van de P.C. Hooft-prijs, de eerste VSB Poëzieprijs en de Jan Hanlo Essayprijs, die ze mede vormgaf; sinds 2014 is ze bestuurslid van de Maatschappij der Nederlandse Letterkunde. In 2004 was ze writer in residence in Montreal en in 2010 NIAS-fellow. Van 2000 tot 2005 schreef ze columns voor de Volkskrant, in 2010 voor De Groene Amsterdammer en vanaf 2012 voor Filter, het tijdschrift over vertalen. Sinds de jaren 90 is ze docente aan de Schrijversvakschool Amsterdam (voorheen 't Colofon). In 1998 verscheen haar eerste roman: Er was wat met meneer en mevrouw Maker.

## Prijzen
- 1975 - Martinus Nijhoffprijs voor de vertaling van Zuid-Amerikaanse literatuur, met name Cortázars Rayuela
- 1999 - shortlist Debutantenprijs
- 2004 - Eremedaille van de Chileense regering voor haar vertaling van en essays over Pablo Neruda